# Тлумачна Палея

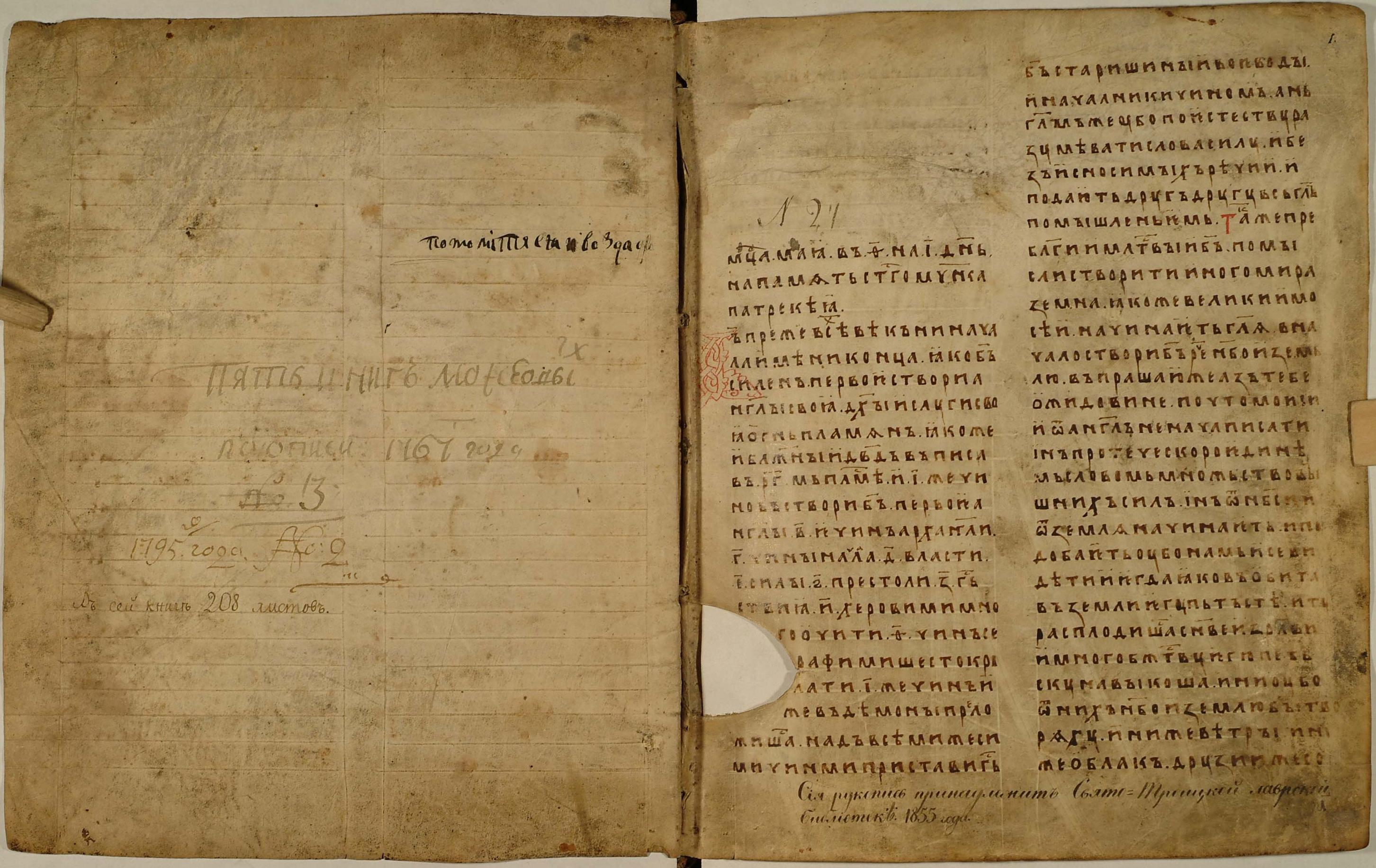
Рукопис «Тлумачної Палеї» 1406 року)

Тлумачна Палея (грец. παλαιός — давній, вітхий, старий; назва походить од грец. іменування Вітхого Завіту — παλαιὰ Διαθήϰη)(Бытіє толковоє на Іудея) — пам'ятка давньої української літератури, що виникла на грецькому ґрунті не раніше VIII століття, і є полемічним твором, спрямованим проти юдаїзму та ісламу. На українських землях (тоді їх називали руськими) пам'ятка з'явитися у ХІІІ–XIV столітті під назвою «Бытіє толковоє на Іудея». Разом з Історичною та Хронографічною Палеєю є складовою «Палеї».
У творі йдеться про події старозавітної історії від створення світу до царювання Соломона, інформація подається у систематичному порядку. Текст Тлумачної Палеї становить виклад подій з численними додатками та коментарями до біблійних книг з виразною антиіудейською, а також антимусульманською спрямованістю. Канонічні тексти доповнюються значною кількістю апокрифів, вставками науково-природничого характеру та коментарями. Матеріали з астрономії подаються переважно в інтерпретаціях Козьми Індикоплова та Іоанна екзарха Болгарського. Тлумачна Палея існувала в різних версіях, серед яких привертає увагу виявлений в Крехівському монастирі рукопис початку XV століття, названий дослідниками «Крехівською Палеєю». Тут систематизовано наукові уявлення, які українські книжники поділяли з освіченими людьми всіх країн візантійської культурної сфери.
Найстаріший церковнослов'янський список «Тлумачної Палеї» датується XIV ст. 
Зміст найдавнішій редакції «Тлумачної Палеї» охоплює перші вісім біблійних книг: п'ятикнижжя Мойсея, книги — Ісуса Навина, Суддів, Рут, 1, 2, 3 та 4 Царів, і не сягає далі початку царювання Соломона, завершуючись пророцтвами Давида, Соломона та Філона про Спасителя й деяких новозаповітних осіб і події.